# Берлинский вазописец
Берлинский вазописец — условное имя, данное аттическому греческому вазописцу, которого исследователи, наряду с Клеофрадом, называют одним из величайших вазописцев начала V века до н. э. Как и Клеофрад, Берлинский вазописец принадлежал к группе так называемых вазописцев-пионеров, которые основали технику краснофигурной вазописи.
Берлинский вазописец был назван британским археологом классичности сэром Джоном Бизли по большой амфоре (именная ваза), которая ныне хранится Берлинским античным собранием хотя ни одна из работ художника не имеет его подписи.

## Творчество
Берлинский вазописец начал работать в стиле поздней архаики и содействать разработке классического стиля аттической краснофигурной вазописи. Он создал серию Панафинейских амфор, которые являются единственными его работами в чернофигурном стиле. Панафинейская амфора на одной стороне содержала надпись о событии, призом которой она служила, а на оборотной — изображение богини Афины. Исследователи считают, что хотя среди работ Берлинского вазописца были вазы разнообразных форм, Панафинейские амфоры были его любимой формой. Он также создал ряд Ноланских амфор, что даже во многом стало причиной их популярности.
Изображаемые им фигуры в основном изолированные или парные, без разработки сюжета на глянцевом чёрном фоне. Характерным также является то, что высокие фигуры начинали прорисовываться с середины вазы, через плечо и останавливались возле шейки вазы. Значительное внимание Берлинский вазописец уделял драпировке одежды и детализации черт лица. Заметны в его фигурах глаза. Уникальным для Берлинского художника является роспись основания сменяющими друг друга кубиками с меандром и крестиками под одиночными ключевыми фигурами; такая привычка присуща только ему и его ученикам. Среди учеников берлинского вазописца — вазописец Ахиллеса.
Берлинский вазописец использовал разведённую глазурь, чтобы добавить красных тонов своим вазам, это заметно на тунике Пана, изображенного на его именной вазе. Вообще Пан и животные — самые популярные персонажи работ Берлинского вазописца, тематика которых варьировала от мифологических сцен до изображения древнегреческих атлетов. Другими любимыми мифологическими персонажами были Афина и Аполлон.
Исследователи считают, что за годы своей активной деятельности Берлинский вазописец создал около 400 ваз. Большинство его работ были найдены по всей Италии, это обстоятельство может означать, что свои вазы он мог создавать на заказ для экспорта в итальянские колонии. О том, что современники высоко ценили талант художника, свидетельствуют находки ваз Берлинского вазописца в захоронениях аристократов Великой Греции, в частности в городах Вульчи, Нола и Локри.